# 安哥拉簽證政策
访问安哥拉的游客必须获得安哥拉驻外机构之一签发的或电子签证，除非他们来自其中一个免签证国家。
旅游签证必须在签发之日起60天内使用，有效期为30天，期限可延长一次，为期30天。 护照必须有9个月的有效期和2个空白页。如果乘客不离开机场，乘客可以过境免签乘坐同一架或第一架离开的飞机继续前往第三国旅行。
安哥拉有望成为KAZA通用签证的一部分。

## 签证政策地图

安哥拉签证政策
安哥拉
根据双边协议，短期逗留不需要签证
免签，每次入境 30 天，每年最多 90 天
需要签证

## 免签

### 普通护照
根据双边协议，以下国家可免签证。
| - 纳米比亚 - 莫桑比克 - 聖多美和普林西比 - 南非 - 尚比亞 |

据安哥拉政府称，以下国家的公民无需签证即可访问安哥拉。这些国家的公民每个日历年免签证入境次数仅限3次，每次访问最多30天。
| - 所有欧盟成员国 \| - 阿尔及利亚 - 安地卡及巴布達 - 阿根廷 - 巴哈马 - 巴西 - 加拿大 - 智利 - 中國 - 赤道几内亚 - 斐济 - 格瑞那達 \| - 海地 - 香港 - 冰島 - 印度 - 印度尼西亞 - 以色列 - 牙买加 - 日本 - 基里巴斯 - 賴索托 - 马达加斯加 - 马拉维 - 马绍尔群岛 - 模里西斯 - 墨西哥 - 密克羅尼西亞聯邦 - 摩納哥 \| - 摩洛哥 - 瑙鲁 - 新西兰 - 挪威 - 帛琉 - 巴拿马 - 俄羅斯 - 卢旺达 - 圣基茨和尼维斯 - 圣卢西亚 - 萨摩亚 - 沙烏地阿拉伯 - 塞舌尔 - 新加坡 - 所罗门群岛 \| - 苏里南 - 瑞士 - 坦桑尼亚 - 东帝汶 - 千里達及托巴哥 - 土耳其 - 阿联酋 - 英国 - 美国 - 乌拉圭 - 梵蒂冈 - 辛巴威 \| \| | | | |  |
| - 阿尔及利亚 - 安地卡及巴布達 - 阿根廷 - 巴哈马 - 巴西 - 加拿大 - 智利 - 中國 - 赤道几内亚 - 斐济 - 格瑞那達 | - 海地 - 香港 - 冰島 - 印度 - 印度尼西亞 - 以色列 - 牙买加 - 日本 - 基里巴斯 - 賴索托 - 马达加斯加 - 马拉维 - 马绍尔群岛 - 模里西斯 - 墨西哥 - 密克羅尼西亞聯邦 - 摩納哥 | - 摩洛哥 - 瑙鲁 - 新西兰 - 挪威 - 帛琉 - 巴拿马 - 俄羅斯 - 卢旺达 - 圣基茨和尼维斯 - 圣卢西亚 - 萨摩亚 - 沙烏地阿拉伯 - 塞舌尔 - 新加坡 - 所罗门群岛 | - 苏里南 - 瑞士 - 坦桑尼亚 - 东帝汶 - 千里達及托巴哥 - 土耳其 - 阿联酋 - 英国 - 美国 - 乌拉圭 - 梵蒂冈 - 辛巴威 |  |

| - 阿尔及利亚 - 安地卡及巴布達 - 阿根廷 - 巴哈马 - 巴西 - 加拿大 - 智利 - 中國 - 赤道几内亚 - 斐济 - 格瑞那達 | - 海地 - 香港 - 冰島 - 印度 - 印度尼西亞 - 以色列 - 牙买加 - 日本 - 基里巴斯 - 賴索托 - 马达加斯加 - 马拉维 - 马绍尔群岛 - 模里西斯 - 墨西哥 - 密克羅尼西亞聯邦 - 摩納哥 | - 摩洛哥 - 瑙鲁 - 新西兰 - 挪威 - 帛琉 - 巴拿马 - 俄羅斯 - 卢旺达 - 圣基茨和尼维斯 - 圣卢西亚 - 萨摩亚 - 沙烏地阿拉伯 - 塞舌尔 - 新加坡 - 所罗门群岛 | - 苏里南 - 瑞士 - 坦桑尼亚 - 东帝汶 - 千里達及托巴哥 - 土耳其 - 阿联酋 - 英国 - 美国 - 乌拉圭 - 梵蒂冈 - 辛巴威 |  |

安哥拉政府已经与 土耳其签署了相互免签证协议，但尚未批准。
2023年10月21日，安哥拉与 同意彼此不需要签证，并将尽快采取措施实施这一举措。
| 免签政策变化时间 |
| --- |
| - 2009年: 纳米比亚 - 2017年12月1日：莫桑比克和南非 - 2018年3月30日：博茨瓦纳、毛里求斯、塞舌尔、新加坡和津巴布韦 - 2018年7月1日：佛得角和卢旺达 - 2018年8月15日：赞比亚 - 2023年9月28日：98个国家 |

### 外交和公务护照
以下国家的外交或公务护照持有人也可以在没有签证的情况下访问安哥拉，最长期限30天：
| - 阿尔及利亚 - 阿根廷 - 巴西 - 中國 - 刚果民主共和国 - 古巴 - 埃及 - 法國 | - 匈牙利 - 印度尼西亞 - 義大利 - 模里西斯 - 莫桑比克 - 葡萄牙 - 俄羅斯 - 聖多美和普林西比 - 沙烏地阿拉伯 | - 塞爾維亞 - 新加坡 - 南非 - 西班牙 (仅限外交护照) - 瑞士 - 委內瑞拉 - 越南 - 尚比亞 |  |

与 贝宁 、刚果共和国、 吉布提 、加纳 、摩洛哥 和东帝汶签署了外交护照免签协议，但尚未生效。

## 电子签证/落地签证
从2018年3月30日起，安哥拉开始以简化程序向以下59个国家的游客发放有效期为30天的旅游签证，收费120美元。申请人必须首先在网上申请移民和外国人服务签证并提交住宿和生活资料证明、回程机票和国际疫苗接种证明（黄热病疫苗）。申请通过后，他们可以在抵达指定口岸时获得签证。
口岸列表：
- 二月四日国际机场（罗安达）
- 卢班戈机场（英语：Lubango Airport）
- Massabi（英语：Massabi）（刚果共和国边境）
- 卢奥（刚果民主共和国边境）
- 库罗卡（纳米比亚边境）

国家列表：
| - 所有欧盟公民 - 阿尔及利亚 - 阿根廷 - 巴西 - 加拿大 - 智利 - 中國 - 古巴 - 赤道几内亚 - 冰島 - 印度 - 印度尼西亞 - 以色列 - 日本 | - 賴索托 - 马达加斯加 - 马拉维 - 摩納哥 - 摩洛哥 - 新西兰 - 挪威 - 俄羅斯 - 聖多美和普林西比 - 瑞士 - 东帝汶 - 阿联酋 - 美国 - 乌拉圭 - 梵蒂冈 - 委內瑞拉 |  |

## 过境免签
持有确认的24小时内飞往第三国的航班机票的乘客。他们必须留在机场的国际过境区，并拥有下一个目的地所需的文件。

## 访客数据
抵达安哥拉旅游的大多数游客是来自以下国家的国民：
| 国家/地区      | 2015    | 2014    |
| -------------- | ------- | ------- |
| 葡萄牙         | 82,629  | 219,258 |
| 南非           | 49,424  | 56,852  |
| 中國           | 76,016  | 49,965  |
| 巴西           | 70,184  | 44,001  |
| 纳米比亚       | 61,505  | 25,079  |
| 法國           | 20,097  | 18,806  |
| 英国           | 14,267  | 18,363  |
| 刚果民主共和国 | 13,824  | 692     |
| 刚果共和国     | 11,432  | 613     |
| 印度           | 9,170   | 6,464   |
| 義大利         | 9,150   | 17,274  |
| 合计           | 592,495 | 594,998 |